# Franz Ludwig von Erlach

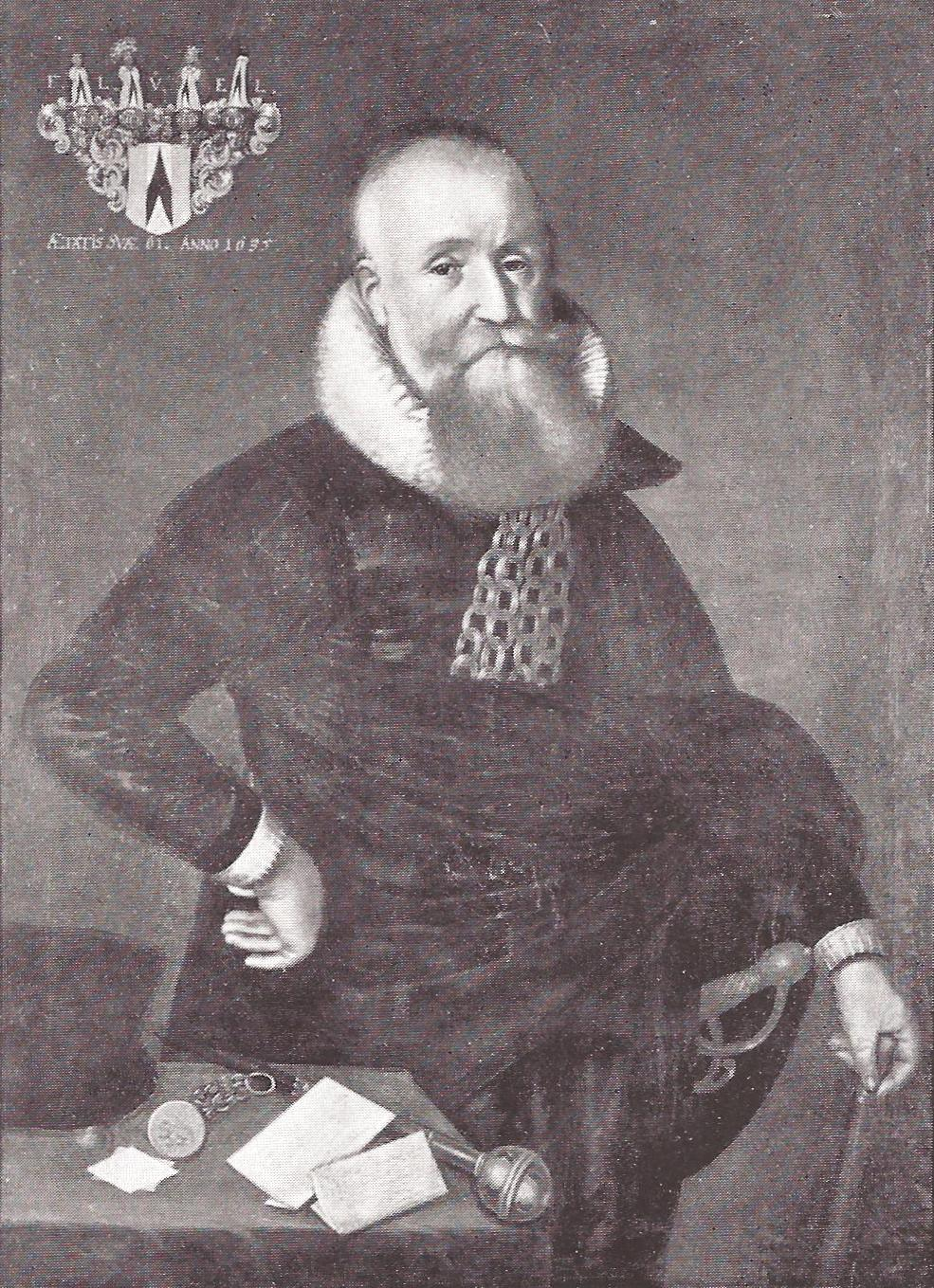
Franz Ludwig von Erlach (1635)

Franz Ludwig von Erlach (* 31. Dezember 1574 in Bern; † 20. April 1651 in Spiez) war ein Schultheiss der Stadt Bern.

## Leben
Franz Ludwig von Erlach unternahm 1592 eine Studienreise nach Padua, Venedig und Rom. Er war Freiherr zu Spiez, Herr zu Schadau, Bümpliz, und Oberhofen. Er war ab 1596 Mitglied des Grossen Rats, in den Jahren 1604 bis 1610 Schultheiss von Burgdorf, ab 1611 Kleinrat, 1628 Venner zu Schmieden und schliesslich von 1629 bis 1651 Schultheiss von Bern. Er wurde mit 144 Gesandtschaften betraut, die ihn unter anderem 1612 zum Markgrafen von Baden-Durlach, 1617 nach Turin, 1622 zum französischen König Ludwig XIII. und 1625 nach Graubünden führten.
Franz Ludwig von Erlach beauftragte 1614 den Tessiner Stuckateur Antonio Castelli mit dem Bau des barocken Festsaals im Schloss Spiez. Ebenfalls in seinem Auftrag entstand eine Porträtserie des Trierer Malers Bartholomäus Sarburgh, die ihn und seine Familie zeigt. Dank seiner Vermittlung kam die Schenkung der heute unter dem Namen Bongarsiana bekannten Privatbibliothek des französischen Diplomaten und Privatgelehrten Jacques Bongars an die Burgerbibliothek Bern zustande.